# Nyctycia latibasalis
Nyctycia latibasalis là một loài bướm đêm trong họ Noctuidae.